# Søren Berg
Søren Berg est un footballeur danois, né le 15 mai 1976 à Odense au Danemark. Il évolue comme attaquant.

## Sélection nationale
Søren Berg a obtenu deux sélections au cours de sa carrière, les deux comme remplaçant.
Il obtient la première le 2 avril 2003 lors d'une défaite (0-2) lors d'un match qualification pour l'Euro 2004 face à la Bosnie-Herzégovine.
Il fait son retour pour sa seconde sélection, le 1er mars 2006 lors d'une victoire (2-0) en match amical sur le terrain de l'Israël.

## Palmarès
OB Odense
- Vainqueur de la Coupe du Danemark (1) : 2002